# Bronków
Bronków is een plaats in het Poolse district  Krośnieński (Lubusz), woiwodschap Lubusz. De plaats maakt deel uit van de gemeente Bobrowice en telt 385 inwoners.